# 蘭尼米德和韋布里奇 (英國國會選區)
蘭尼米德和韋布里奇（英語：Runnymede and Weybridge），英國國會一郡選區，位於薩里郡西北部，包括蘭尼米德區全部和埃爾姆布里奇西部。
本區創設於1997年，至2019年的當區議員為保守黨的夏文達。他在2010年大選中以55.9%選票成功連任。